# ウィリー・バルダス
ウィリー・バルダス（Willy Bardas 1887年2月17日 - 1924年9月29日）は、オーストリアのピアニスト、音楽教師。

## 経歴
バルダスはウィーンに生まれ、ベルリンにおいてアルトゥール・シュナーベルとマックス・ブルッフの下で研鑽を積んだ。彼はベルリンでピアニストとして活動し、1923年からは東京音楽学校において教鞭を執った。彼の著名な門弟には諸井三郎がいる。彼はイタリアのナポリで没した。
1927年には、彼の師であるシュナーベルが序文を記した著作「ピアノ技巧の心理学 Zur Psychologie der Klaviertechnik」（ISBN 3932976177）が彼の遺品の中から出版された。